# Tsjernomorets Boergas Bulgaria
Tsjernomorets Boergas Bulgaria (Bulgaars: ПСФК Черноморец Бургас България) is een Bulgaarse voetbalclub uit de hoofdstad Sofia.
De club werd in 2001 opgericht als FC Conegliano German en promoveerde in 2006 naar de hoogste klasse. Op 1 augustus 2006 veranderde eigenaar Ivaylo Drazhev de clubnaam in Tsjernomorets Boergas Sofia, Drazhev is ook de eigenaar van Tsjernomorets Boergas.
Het seizoen in de hoogste klasse was een groot fiasco en de club verloor 29 van de 30 wedstrijden en speelde één keer gelijk. Door financiële problemen trok de club zich uit de tweede klasse terug en speelt in 2007/08 in de derde klasse. De naam werd veranderd in Tsjernomorets Boergas Bulgaria.

## Bekende spelers
- Loubo Siois
- Miroslav Manolov
- Petko Iliev